# Гостра Могила (курган)

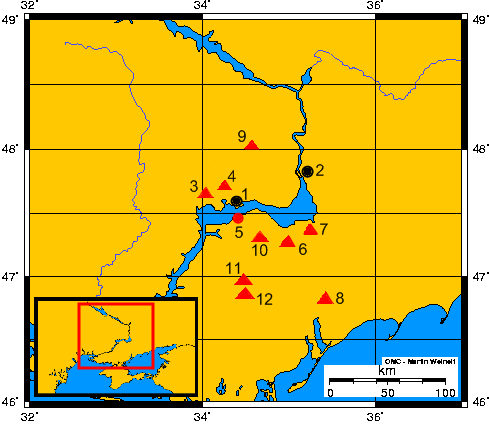
Столиця скіфів Кам'янське городище і т.зв. скіфські «царські» могили в нижній течії Дніпра:
1) Нікополь (сучасне місто)
2) Запоріжжя (сучасне місто)
3) Товста Могила
4) Чортомлик
5) Кам'янське городище
6) Гайманова Могила
7) Васільевські кургани
8) Мелітопольський курган
9) Олександропільський курган
10) Велика Цимбалка
11) Козел
12) Огуз

Го́стра Моги́ла — скіфська могила  IV століття до нашої ери у Дніпропетровській області біля селища міського типу Томаківки. 
Розташована за 1,1 км. на північ від північної околиці селища, на вододілі  між річками Базавлук та Саксагань, у верхів'ях балок Житлова та Гнила, що впадають у р. Саксагань, та  Рекалова, що впадає в річковий басейн р. Базавлук.

## Історія дослідження
Розкритий випадково у 1862 році. Досліджувався Іваном Забєліним.
Виявлена в 1981 році археологом Дніпропетровського історичного музею ім. Д. І. Яворницького, Л. М. Голубчик. Повторно обстежена в 2004 р. співробітником Дніпропетровського  обласного центру з охорони історико-культурних  цінностей С. М. Ніколаєвим.

## Опис кургану та знахідок
Висота насипу була заввишки 6 метрів.
Обсяг кургану становив від 2400 до 4200 метрів кубічних.
Серед знахідок із золота там є золота ж обкладка послушника акінака ранньої форми, з зворотносердцевидною хрестовиною й серцеподібним розширенням нижньої частини послушника із двома протилежними один одному зображеннями левів-грифонів, хвости яких прикрашені орлиними головами.
У складі групи - чотири кургани, що розташовані на місцевості ланцюжком по вісі північний схід-південний захід протяжністю 0,4 км. Домінуючий курган заввишки 4 м, діаметр-80 м. Поверхня задернована, вершина чітко виражена. Насип - напівсферичної форми. Менші насипи мають такі розміри відповідно до порядку зменшення (висота/діаметр): 06/48 м; 0,5/45 м. та 0,3/20 м. Поверхні розорюються, вершини сплощені, поли розтягнуті. Насипи - сегментоподібної форми.